# الكسندر (لاعب كرة قدم مواليد 1999)
الكسندر هو لاعب كرة قدم برازيلي في مركز حراسة المرمى، ولد في 31 مايو 1999 في ساو غونسالو في البرازيل. لعب مع نادي فاسكو دا غاما.

## وصلات خارجية
- الكسندر (لاعب كرة قدم برازيلي) على موقع قاعدة بيانات كرة القدم.إي يو (الإنجليزية)
- الكسندر (لاعب كرة قدم برازيلي) على موقع Soccerway.com (الإنجليزية)